# Zelandomyia penthoptera
Zelandomyia penthoptera là một loài ruồi trong họ Limoniidae. Chúng phân bố ở miền Australasia.